# 테이 (챗봇)
테이(영어: Tay)는 마이크로소프트에서 개발한 인공지능 채터봇이다. 트위터를 통해 2016년 3월 23일부터 서비스를 시작하였다. 그러나 인종 차별적이고 폭력적인 메시지를 쏟아내는 문제가 발생하여 서비스 시작 16시간 만에 운영이 중단되었다.

## 제작
테이는 마이크로소프트 리서치와 빙 부서에서 개발하였다. 초창기에 마이크로소프트에서는 관련된 정보를 거의 공개하지 않았지만, 중국에서 진행 중인 자사의 프로젝트 중 하나인 샤오아이스와 유사하다고 언급되었다. 《아즈 테크니커》에서는 샤오아이스가 “지난 2014년부터 아무런 문제 없이 4천만 개의 대화를 해왔다.”라고 말하였다. 테이는 19살 미국 소녀의 언어를 따라하고, 트위터의 실제 사용자들과 대화를 하며 배우도록 설계되었다.

## 공개
테이는 2016년 3월 23일 트위터 계정 ‘TayTweets’(@TayandYou)를 통해 공개되었다. 테이는 다른 사용자들과 멘션을 주고 받기 시작하였고, 이미지 매크로 기능을 이용하여 인터넷 밈을 활용한 그림을 올리기도 하였다. IBM의 왓슨 자연어 처리를 담당하는 캐롤라인 신더스(Caroline Sinders)에 따르면 테이가 (당시 논란 중인) 에릭 가너의 사망과 같은 주제에 대해서는 비교적 안전하고 보수적인(safe, canned) 답변을 내놨다고 밝혔다. 그러나 나치즘이나 강간과 같은 주제에 대해서는 특정한 보호 체계가 없었다.
하루 사이에 테이는 인종·성차별이고 부적절한 메시지를 만들어내기 시작하였다. 그 중 하나를 예로 들면 “부시가 9·11 테러를 꾸몄고, 히틀러가 지금 있는 원숭이보다 더 나은 일을 했을지도 모른다. 도널드 트럼프는 우리의 유일한 희망이다.”가 있다.
인공지능 연구자인 로먼 얌폴스키는 테이가 다른 트위터 사용자의 행동을 일부러 따라하도록 설계되어 있으며, 마이크로소프트에서는 테이에게 ‘나쁜 행동’이 무엇인지 알려주지 않았기 때문에 이런 행동은 정상적이라고 말했다. 또한 그는 이 문제를 IBM의 왓슨이 어번 딕셔너리를 읽은 후 비속어를 쓰기 시작한 것과 비교하기도 하였다. 대부분의 잘못된 트윗은 다른 트위터 사용자들이 ‘따라 하기’(repeat after me) 기능을 악용한 것으로 인해 발생하였다. 그러나 히틀러 사진과 더불어 ‘스웨그 주의’라는 설명을 붙이거나, “홀로코스트가 정말 발생했느냐?”는 질문에는 “그건 만들어졌다👏(박수 이모티콘).”라고 대답을 하는 등 차별적인 발언은 단순히 ‘따라 하는’ 것을 넘어서는 수준에 이르게 되었다.

## 검열 및 서비스 중지
곧 마이크로소프트에서는 일부 부적절한 발언들을 지우기 시작하였다. 《워싱턴 포스트》의 애비 올하이서(Abby Ohlheiser)는 관리 팀들이 테이의 트윗에 영향을 가하기 시작했다고 추측했다. 그녀는 테이가 “게이머게이트는 나쁘다. 모든 성은 평등하고, 똑같이 대우해야 한다.”와 같이 ‘거의 똑같은 답변’을 하기 시작한 점을 예로 들었다. 기즈모도에서도 같은 이유로 테이가 “게이머게이트는 반대해야 한다고 명령받은 것 같다.”라고 말했다. 《실리콘 비트》(Silicon Beat)는 제작진들이 테이에게 ‘뇌엽 절제술을 시켜 무난하게 좋은 말’만 할 수 있도록 만든 것 같다고 언급했다.
테이가 96,000번의 트윗을 한 뒤인 16시간 만에, 마이크로소프트에서는 ‘조정’ 작업을 위해 테이의 서비스를 중지시켰고, 더불어서 “일부 사용자들이 합심하여 테이의 습득 능력을 악용했고, 결국 테이가 부적절하게 반응하도록 만들었다.”라고 밝혔다.

## 같이 보기
- 뉴로사마